# Ершовка (Удмуртия)
Ершо́вка — село в Камбарском районе Удмуртии, административный центр муниципального образования «Ершовское».

## География

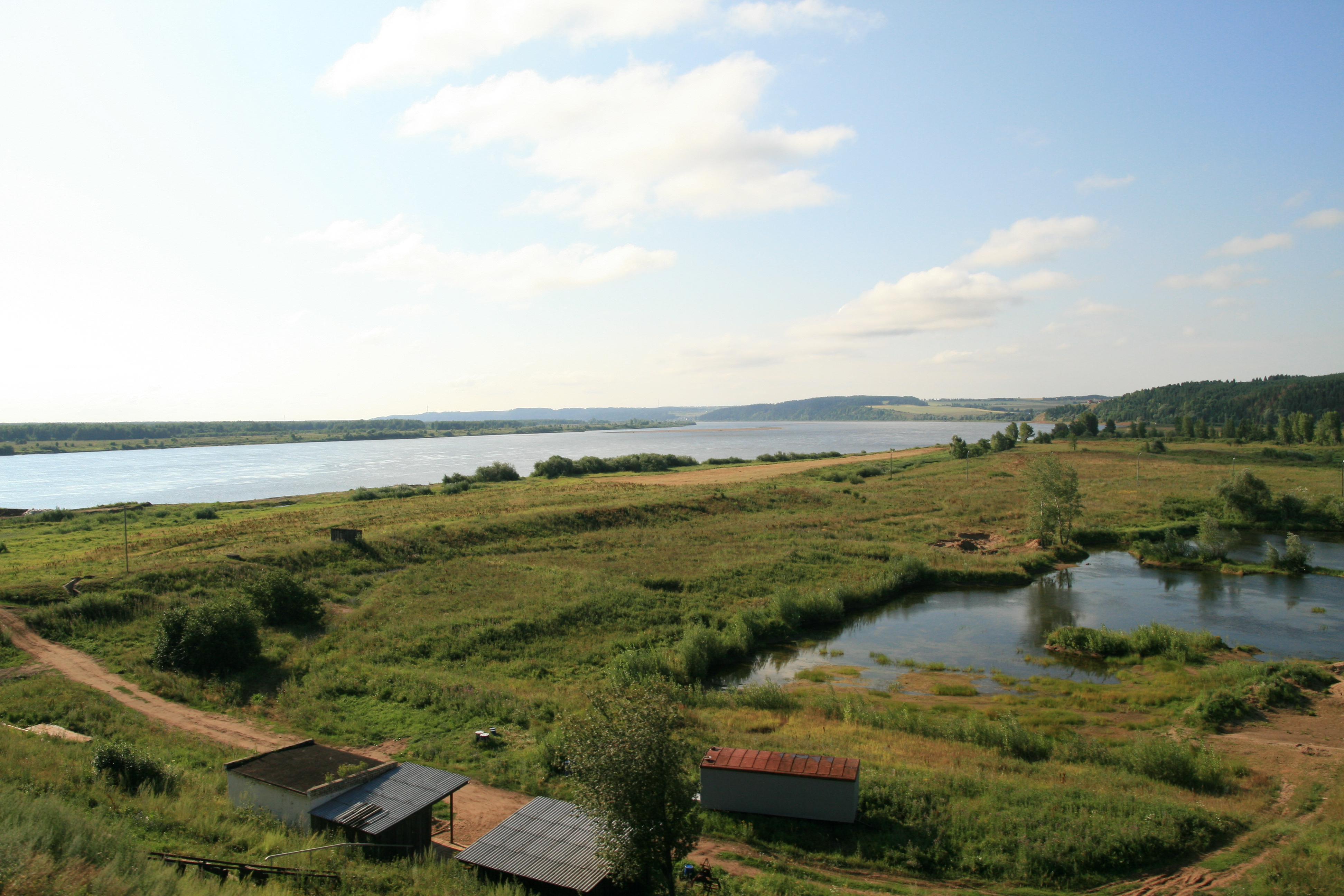
Вид на Каму с железнодорожного моста, у села Ершовка

Село Ершовка располагается в юго-восточной части Удмуртии на левом берегу реки Паркачихи в 400 м от левого берега Камы в 3 км от города Сарапула и в 29 км к северо-западу от районного центра — города Камбарка.

## История
Упоминается в «Писцовой книге Казанского уезда 1647—1656 г.» как деревня в дворцовой Сарапульской волости Арской дороги Казанского уезда:

Деревня Ершовка за рекою Камою: пашни паханые дватцать один длинник, тритцать семь поперечников, итого семьсот семьдесят семь десятин в три поля. А в одно поле двесте пятьдесят девять десятин, а в дву по тому ж
После упразднения Арской дороги в 1780 году — в Сарапульском уезде Вятского наместничества (с 1796 года — Вятской губернии).
В конце XIX века относилась к Осинскому уезду Пермской губернии. В селе проживало около 1200 жителей в 196 дворах, в селе имелись школа, кирпичный завод, пристань на Каме, проводились еженедельные базары.
С 2006 года Ершовка является административным центром муниципального образования «Ершовское».

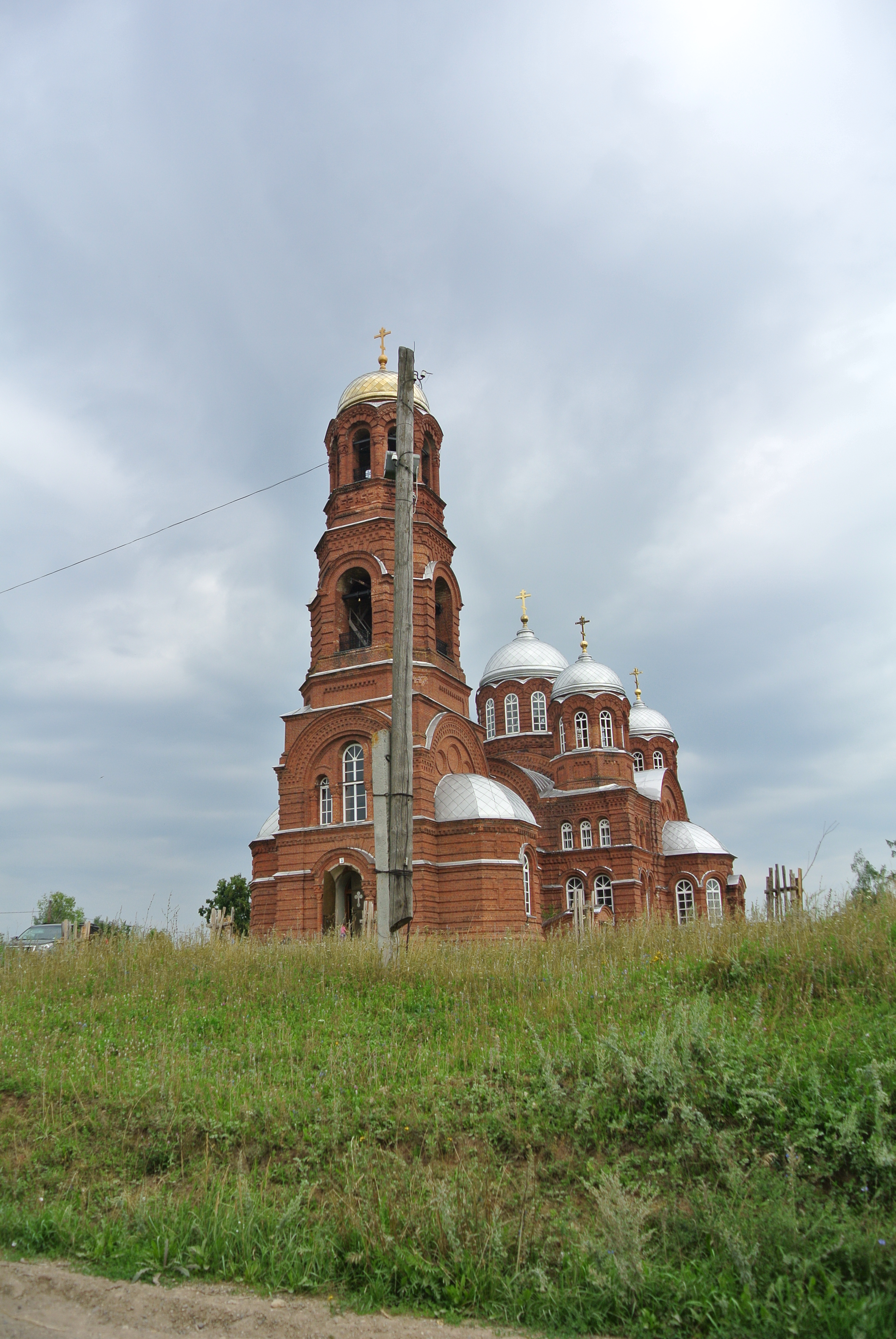
Церковь Николая Чудотворца в селе

## Церковь Николая Чудотворца
Приход в Ершовке был открыт в 1832 году. Сначала богослужения проходили в молитвенном доме. В 1841 году построена деревянная трёхпрестольная церковь во имя Николая Чудотворца. В 1852 освящены приделы: правый Георгиевский и левый Фроловский.
В 1899—1908 годах на средства прихожан построена новая каменная церковь в русском эклектичном стиле. Освящена, как и прежняя, в честь Николая Чудотворца, с Георгиевским и Фроловским приделами. Храм представляет собой пятиглавый двухсветный четверик с полуглавиями по серединам фасадов, с небольшой трапезной и в одной связи с ярусной колокольней.
14 августа 1941 церковь была закрыта советскими властями. В конце 1990-х возвращена верующим.

## Население
| 2010 | 2012 | 2013 | 2014 | 2015 | 2016 | 2017 |
| ---- | ---- | ---- | ---- | ---- | ---- | ---- |
| 945  | ↘913 | ↗935 | ↘926 | ↘891 | ↗915 | ↘889 |
| 2018 | 2019 | 2020 |      |      |      |      |
| ↗890 | ↘873 | ↘869 |      |      |      |      |